# Henry Brewster
Pour les articles homonymes, voir Brewster.
Henry Bennet Brewster, né le 28 novembre 1850 à Paris et mort le 13 juin 1908 à Farnborough, est un écrivain britannique.

## Biographie
Il rencontre la compositrice Ethel Smyth en 1882 à Florence, avec qui il se lie d'une grande amitié. Il est alors marié à Julia Brewster. Il écrit de la philosophie en langue anglaise, et de la poésie en langue française. En 1892, il va à Londres assister à la Messe en ré d'Ethel Smyth, période pendant laquelle il rencontre le père d'Ethel Smyth.
Il écrit pour Ethel Smyth plusieurs livrets d'opéra.

## Œuvres
- The Theories of Anarchy and of Law: A Midnight Debate, 1887 [3] , [4]
- The Prison: A Dialogue, 1891 [5],[6]
- The Statuette and the Background, 1896 [7]
- L'Âme païenne, 1902
- Les Naufrageurs, livret d'opéra, 1910
- An Appeal to the Christian Public in Defence of Reason and National Christianity, 1923